# ليزا ديلا كاسا
ليزا ديلا كاسا هي مغنية أوبرا ومغنية سويسرية، ولدت في 2 فبراير 1919 في برجدورف في سويسرا، وتوفيت في 10 ديسمبر 2012 في مونسترلينغن في سويسرا بسبب مرض.

## وصلات خارجية
- ليزا ديلا كاسا على موقع IMDb (الإنجليزية)
- ليزا ديلا كاسا على موقع مونزينجر (الألمانية)
- ليزا ديلا كاسا على موقع ميوزك برينز (الإنجليزية)
- ليزا ديلا كاسا على موقع أول ميوزيك (الإنجليزية)
- ليزا ديلا كاسا على موقع ديسكوغز (الإنجليزية)
- ليزا ديلا كاسا على موقع قاعدة بيانات الفيلم (الإنجليزية)